# Fort Laramie
Fort Laramie – fort zbudowany nad brzegami rzeki Laramie, niedaleko jej ujścia do rzeki Platte Północnej, mieszczący się dziś w hrabstwie Goshen, Wyoming w USA.

## Historia
Był znaczącym w XIX wieku posterunkiem handlowym, a następnie fortem wojskowym służącym armii amerykańskiej. Został założony w latach 30. XIX wieku w celu wspomagania handlu futrami, w 1849 został przejęty przez wojsko i stał się jednym z najważniejszych ośrodków białego osadnictwa na Zachodzie USA. W połowie XIX w. był to pierwszy przystanek na Szlaku Oregońskim i wraz z Fortem Bent nad rzeką Arkansas był najbardziej znaczącym ośrodkiem handlu białych w tym regionie, jak i punktem zaopatrzeniowym. Wiele militarnych kampanii przeciwko Indianom Ameryki Północnej było prowadzonych z tego fortu, który stał się głównym punktem wypadowym armii USA w Kraj rzeki Powder. Tutaj też zawarto dwa układy pokojowe z plemionami Indian Ameryki Północnej – Traktat w Fort Laramie (1851) oraz Traktat w Fort Laramie (1868); obydwa były ważnymi ugodami z tubylczymi ludami Ameryki, dotyczącymi osadnictwa białych. Rozebrany i opuszczony pod koniec XIX wieku, z powodu straty znaczenia spowodowanej ukończeniem transkontynentalnej linii kolejowej.
Na terenie fortu mieszczą się liczne historyczne i militarne struktury, które obecnie zarządzane są przez National Park Service jako Fort Laramie National Historic Site.

## Dowódcy fortu
- William O. Collins